# Książka broszurowa
Książka broszurowa – blok książki zszyty maszynowo lub klejony, najczęściej z miękką okładką nakładową. Książka taka nie posiada materiału grzbietowego, jest wklejona w okładki kartonowe. Książki broszurowe są nietrwałe.  